# تبسم عدنان
تبسم عدنان (انگلیسی: Tabassum Adnan؛ زادهٔ ۱۹۷۷) حامی حقوق زنان اهل پاکستان است. او در سال ۱۹۷۷ متولد و در دره سوات پاکستان بزرگ شد. او یکی از قربانیان خشونت خانگی بود و  زمانی که ۲۰ ساله بود از همسرش جدا شد. عدنان در برنامه توانمندسازی زنان که توسط گروه پشتیبانی محلی اداره می شد، شرکت می‌کرد.
وی همچنین برندهٔ جوایزی همچون جایزه بین‌المللی زنان شجاع سال ۲۰۱۵ شده‌است.